# Yello
Yello est un groupe suisse de musique électronique dit « new wave » à cette époque, formé de Dieter Meier et Boris Blank. Le duo, initialement accompagné de Carlos Perón, est plus connu pour son single Oh Yeah en 1985, mélangeant la musique électronique avec des voix retouchées et utilisé dans des films, des jingles ou des jeux vidéo.
Les compositions du groupe sont grandement exploitées dans l'édition américaine et européenne du long métrage d'animation tiré du manga Space Adventure Cobra ainsi que dans la série télévisée Deux flics à Miami. C'est surtout par ces biais qu'on le connaît en pays francophones.

## Histoire du groupe
Yello est à ses débuts en 1979, composé de Boris Blank (synthétiseur, échantillonnage, percussions, voix additionnelles) et de Carlos Perón. Dieter Meier (voix, paroles), fils d'un industriel millionnaire accro du jeu, qui se joint au groupe lorsque les deux fondateurs comprennent qu'ils ont besoin d'un chanteur pour lancer leur synthpop. Meier et Blank travaillent ensemble en 1979 à la sortie du single I.T. Splash. Leur premier album Solid Pleasure, comprenant le single à succès Bostich, sort l'année suivante.
Puis, en 1983, Yello connaît une plus grande attention des médias avec la sortie des singles I Love You et Lost Again. Perón quitte alors le groupe pour commencer une carrière solo. Avec la sortie la même année de son album You Gotta Say Yes to Another Excess, le groupe commence sa collaboration avec Ernst Gamper, qui signe son logo Corner Cut et est responsable du style des pochettes de ses albums suivants.
Yello est très fier de son son particulier, caractérisé principalement par des effets électroniques inhabituels, soutenu par un usage appuyé du rythme et de la voix profonde de Dieter Meier. Boris Blank donne lui aussi de la voix sur plusieurs chansons, comme Swing (sur l'album You Gotta Say Yes to Another Excess) ou Blazing Saddles (sur Flag). Parmi les interprètes invités par le groupe, on retient Rush Winters (la première voix féminine figurant sur un album de Yello), Billy MacKenzie, Stina Nordenstam et Shirley Bassey. Le groupe n'hésite donc pas à signer des collaborations, concernant les paroles ou la musique (composition avec MacKenzie et Winters). Tous les titres des albums de Yello sont créés à partir de rien par le groupe. Presque tous les instruments que l'on entend sur les différents titres sont électroniques et modifiés numériquement par Boris Blank, qui se crée une bibliothèque sonore de plus de 100 000 sons parfaitement répertoriés au fil des années.
Meier est également réalisateur, ayant scénarisé et dirigé les films Jetzt und Alles et Lightmaker, ainsi que la plupart des clips du groupe, et Big in Japan d'Alphaville.
En 2005, Yello ressort ses premiers albums Solid Pleasure, Claro Que Si, You Gotta Say Yes to Another Excess, Stella, One Second et Flag, tous agrémentés de pistes rares et inédites, dans le cadre de son projet Yello Remaster Serie.
Un documentaire sur Yello, Electro Pop made in Switzerland, dirigé par Anka Schmid, est diffusé au cinéma Riff RAff de Zurich en septembre 2005.
En 2006, Dieter Meier s'occupe essentiellement de son vignoble personnel et de sa première cuvée, dans son ranch.
En 2009, le groupe publie Touch Yello, un album oscillant entre funk, jazz lounge et groove électro planant.
En 2010, le groupe Yello participe au titre Divine sur l'album More! du groupe de musique électronique allemand Booka Shade,.
En 2016, il participe au morceau Why this, Why that and Why de l'album Electronica 2 : The heart of noise de Jean-Michel Jarre.
Le 19 juin 2020, Yello publie le titre Waba Duba, extrait de l'album Point sorti le 28 août 2020.

## Yello et l'industrie audiovisuelle
La musique de Yello est décrite par ses fans et les critiques professionnels comme étant très visuelle et assez froide, créant dans leurs esprits des visions dramatiques similaires à celles créées par la vision d'un film. Cette qualité particulière de leur musique a rendu Yello populaire dans l'industrie télévisuelle, dans le monde de la publicité et du cinéma.
Le single Oh Yeah est utilisé dans les films La Folle Journée de Ferris Bueller, Touche pas à ma fille, Chien de flic, Le Secret de mon succès et Soul Plane et plus récemment dans American Pie présente : Les Sex Commandements et dans un épisode des Experts Manhattan (saison 2 épisode 10, « Esprit d'équipe »), ce qui contribue nettement au succès de Yello. On peut aussi l'entendre dans le jeu vidéo de simulation automobile Gran Turismo 4 comme musique d'échec lors d'un test de permis. Il est aussi entendu dans de nombreuses publicités (pour Fiat, entre autres), comme bande-son du magazine télévisuel American Football aux États-Unis, comme bande-son dans le jeu vidéo Gran Turismo 4 lorsque le joueur rate un examen de conduite. Le morceau est également renommé pour être le jingle de la bière Duff dans la série Les Simpson, on peut l'entendre à chaque apparition de Duffman, mascotte de la célèbre marque de bière. Ce titre est également utilisé dans les publicités pour Irn-Bru mettant en scène le personnage de Raoul et pour la barre chocolatée Twix. Il est également le thème de la publicité pour la société DEKA, une chaîne de magasins néo-zélandais, désormais fermée.
Le titre Bostich est utilisé en France dans la saga de films publicitaires de la marque de jeans Lee Cooper réalisés durant les années 1980 par Jean-Paul Goude.
Durant les années 1990, on peut entendre de larges extraits de One Second, puis de Flag dans l'émission Ushuaïa Nature de Nicolas Hulot sur TF1. La pièce est, aussi, l'un des effets utilisés par Thierry Ardisson dans son émission Tout le monde en parle sur France 2. Elle est utilisée au moins trois fois dans la série télé Chuck (diffusée sur NBC) dont deux fois dans l'épisode 10 de la saison 2 : Chuck versus the DeLorean quand Morgan voit les différentes voitures (une DeLorean DMC-12 et une Dodge Charger) passant par le Buy More.
Un autre des titres du groupe, The Race, est utilisé de nombreuses fois par Eurosport pour illustrer des reportages et des magazines sur le sport automobile. Il est également très connu en Allemagne où il sert de thème musical à l'émission musicale Formel Eins dans les années 1980. Côté long métrage, on le retrouve sur les B.O. de Mettons les voiles (Nuns on the Run) et de La Panthère Rose, version 2006. Il sert, enfin, de thème musical dans un passage du film de Paul Michael Glaser consacré au patinage, Le Feu sur la glace.
Yello place également certains de ses titres sur les bandes-son de la comédie britannique Mettons les voiles et du film américain The Adventure of Ford Fairlane. Le groupe a également enregistré une version inédite de Jingle Bells pour le film Super Noël (qui est incluse dans la nouvelle édition de son album Essential Yello). Une petite partie du titre Lost again est utilisée dans le road movie Un ticket pour deux (Planes, trains and automobiles).

## Le long métrage d'animationSpace Adventure Cobra
Alors que, dans sa version originale, les musiques du long métrage d'animation tiré des aventures de Cobra, un manga de Buichi Terasawa, sont signées par Osamu Shooji, ce sont des musiques de Yello qui sont utilisées comme bande-son dans les versions américaine et européenne du film. Il s'agit d'une décision du distributeur/producteur de la version anglaise, la compagnie Urban Vision, qui estime que les musiques de Yello sont plus modernes et entraînantes que les musiques originales.
Il n'existe cependant pas de bande-son officielle du film Cobra aux États-Unis ou en Europe. Les musiques utilisées dans le film proviennent de divers albums du groupe (à l'instar du générique de début Drive/Driven, présent sur Baby ou de Do It, sorti sur Zebra) et de diverses époques dans la carrière de Yello. Pour ne rien arranger, certains titres ne sont jamais sortis en album ou sur d'autres supports publiés. Ainsi, on peut isoler les morceaux inédits de Yello utilisés dans la bande-son de ce film : 
- Zebra (qui, contrairement à ce que son nom laisse supposer, ne provient pas de l'album Zebra)
- Dome
- MM-Suspense, MM-Tension et MM-Edit (ces cinq derniers titres étant des instrumentaux signés Boris Blank)
- Blue Green (musiques de Boris Blank et Carlos Perron, soit un inédit du début de l'histoire du groupe, mais qui existe tout de même sur l'album Solid Pleasure)

## Discographie

### Albums studio
- 1980 : Solid Pleasure
- 1981 : Claro Que Si
- 1983 : You Gotta Say Yes to Another Excess
- 1985 : Stella
- 1987 : One Second
- 1988 : Flag
- 1991 : Baby
- 1994 : Zebra
- 1997 : Pocket Universe
- 1999 : Motion Picture
- 2003 : The Eye
- 2009 : Touch Yello
- 2016 : Toy
- 2020 : Point

### Principales compilations
- 1986 : 1980-1985 The New Mix in One Go
- 1992 : Essential Yello
- 1995 : Hands on Yello (Album de remixes)
- 1999 : Eccentrix-Remixes
- 2010 : By Yello - The Anthology
- 2021 : 40 Years

### Quelquessingles
- I Love You
- Bostich
- Lost Again
- Oh Yeah
- Vicious Games
- Desire
- Let me cry
- The Race
- Of Course I'm Lying
- Call it Love
- The Rhythm Divine
- Goldrush
- Tied Up
- Blazing Saddles
- Rubberbandman
- Jungle Bill
- Who's gone ?
- Do it
- How How
- To The Sea
- Squeeze Please
- Planet Dada

## Littérature

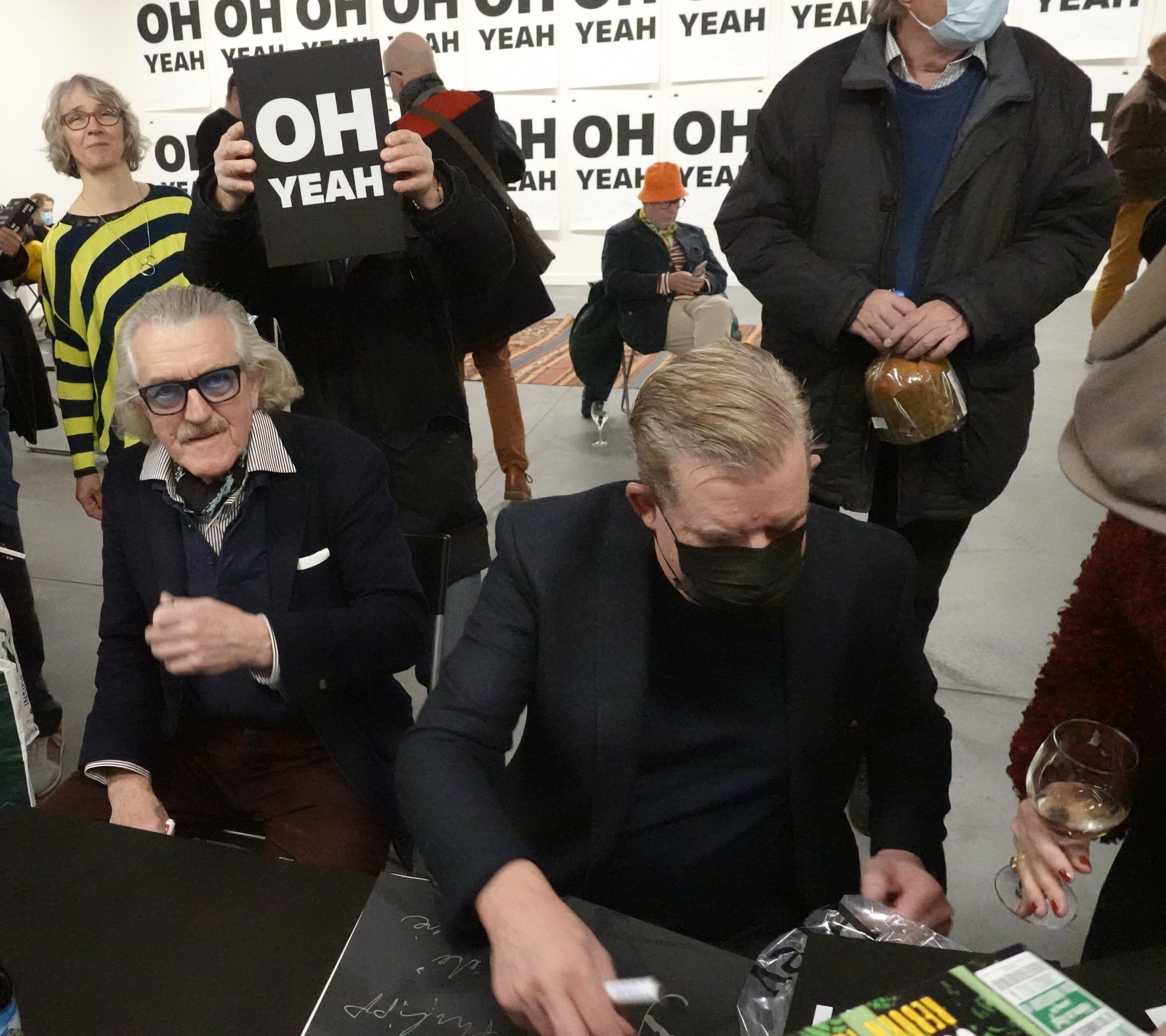
Dieter Meier et Boris Blank signent leur livre 2021 à Zurich.

- Boris Blank/Dieter Meier: Oh Yeah / Yello 40, Edition Patrick Frey, 2021, Zurich  (ISBN 978-3-907236-35-2)[6].

### Traduction
- (en) Cet article est partiellement ou en totalité issu de l’article de Wikipédia en anglais intitulé « Yello » (voir la liste des auteurs).